# Johan Van Overtveldt
Johan Van Overtveldt (Mortsel, 24 agosto 1955) è un politico, giornalista e editore belga.
È stato europarlamentare dal 25 maggio 2014 all'11 ottobre 2014, quando è stato nominato ministro federale delle finanze nel Governo Michel I. Viene rieletto al Parlamento europeo nel 2019 per la IX legislatura nella quale ricopre la carica di Presidente della Commissione Bilanci.